# Еквівалентна фокусна відстань
Еквівале́нтна фо́кусна ві́дстань (ЕФВ) у фотографії — умовна характеристика системи з об'єктива і світлочутливого елемента, що дає інформацію про кут огляду цієї системи. Вона показує, яку фокусну відстань мав би об'єктив для поширеного розміру кадру 24×36 мм (кадру 35-міліметрової плівки або «повнокадрової» цифрової матриці з кроп-фактором 1), який створював би зображення з такими самими кутами огляду. Не слід плутати еквівалентну фокусну відстань з ефективною фокусною відстанню, яка є конкретною величиною і визначає одну з найважливіших характеристик системи лінз.
Оскільки малоформатна 35-міліметрова плівка і створені для неї системи з кадром 24×36 мм були дуже поширені в другій половині XX століття, фотографи звикли оцінювати кут огляду за величиною фокусної відстані. Наприклад, об'єктив з фокусною відстанню 28 мм є для таких систем ширококутним, 50 мм — нормальним, а 200 мм — телеоб'єктивом. Ситуація змінилася з появою цифрових фотоапаратів, оскільки в них можуть використовуватися матриці найрізноманітніших розмірів, і фактична фокусна відстань об'єктива вже не дає інформації про кут огляду.
Кут огляду вимірюється під час фокусування на нескінченність і, як правило, за діагоналлю кадру. Для об'єктивів зі змінною фокусною відстанню зазначаються два значення: найбільше і найменше, в такому випадку коректніше використовувати термін еквівалентний діапазон фокусних відстаней.

## Розрахунок еквівалентної фокусної відстані
Еквівалентну фокусну відстань {\displaystyle f_{efl}} можна розрахувати за формулою {\displaystyle f_{efl}=f\times {\frac {d_{35}}{d}}}, де
{\displaystyle f} — фактична фокусна відстань об'єктива,
{\displaystyle d} — діагональ світлочутливого елемента, а {\displaystyle d_{35}} — діагональ кадру розміром 24×36 мм, приблизно рівна 43,27 мм.
Якщо відомий кроп-фактор {\displaystyle K_{f}} світлочутливого елемента, то формула спрощується:
{\displaystyle f_{efl}=f\times K_{f}}
Наведені формули погано застосовні для об'єктивів з порушеною дисторсією, таких як «риб'яче око».

## Використання об'єктивів на різних системах
Часто виникає ситуація, коли об'єктив, розрахований для кадру 24 × 36 мм, встановлюється на цифровий фотоапарат з матрицею зменшеного розміру. Кроп-фактор у такому випадку становить 1,5 для матриць формату APS-C фотоапаратів «Нікон», «Соні», «Пентакс» і ряду інших марок, 1,6 — для матриць APS-C фотоапаратів «Кенон» і 2,0 — для матриць формату 4:3. Як наслідок, об'єктив з фокусною відстанню 50 мм, встановлений, приміром, на фотоапарат «Олімпус» з матрицею формату 4:3, за кутом огляду і дифракційними ефектами буде еквівалентним об'єктиву з фокусною відстанню 100 мм на кадрі розміром 24 × 36 мм
Нормальних і «дальших» фікс-об'єктивів під зменшені матриці Nikon і Canon не робили взагалі: якщо, наприклад, потрібен портретний об'єктив, фотограф купує нормальний (50 мм) для «старших братів», і на меншій матриці він буде як раз портретним. Спеціально під зменшені матриці робили тільки зум-об'єктиви, ширококутні і спеціальні (наприклад, макро-).
В другій половині 1990-х і на початку 2000-х років компанії «Кенон» та «Нікон» випускали плівкові дзеркальні фотоапарати системи APS, на які встановлювалися традиційні об'єктиви для кадру 24 × 36 мм. Їх еквівалентна фокусна відстань у такому разі перевищувало номінальну в 1,44 рази. Так, об'єктив Canon EF 22-55mm f/4-5.6 USM на фотоапаратах Canon EOS IX і Canon EOS IX Lite має еквівалентний діапазон фокусних відстаней 32-80 мм.
Термін також використовується для опису кутів огляду середньоформатних систем «фотоапарат + об'єктив». Наприклад, об'єктив фотоапарата «Москва-5» з фокусною відстанню 105 мм за знімання на кадр 6 × 9 см має еквівалентну фокусну відстань 42 мм, тобто є нормальним об'єктивом.